# مارکل برگارا
مارکل برگارا (انگلیسی: Markel Bergara؛ زادهٔ ۵ مهٔ ۱۹۸۶) یک بازیکن فوتبال اهل اسپانیا است.
از باشگاه‌هایی که در آن بازی کرده‌است می‌توان به رئال سوسیداد و ایبار اشاره کرد.